# Râul Horoaba
Râul Horoaba este un curs de apă, afluent al râului Ialomița. Cursul superior al râului este cunoscut și sub numele de Râul Bătrâna. 

## Hărți
- Harta Munților Bucegi  Arhivat în 28 mai 2008, la Wayback Machine.
- Harta Munților Leaota  Arhivat în 9 iunie 2008, la Wayback Machine.